# Пальмарес (кантон)
Пальмарес (исп. Palmares) — кантон в провинции Алахуэла Коста-Рики.

## География
Находится на юге провинции. Кантон занимает площадь в 38,06 км². Его население составляет 37 471 человек. Административный центр — Пальмарес.

## Округа
Кантон разделён на 7 округов:
1. Пальмарес
2. Сарагоса
3. Буэнос-Айрес
4. Сантьяго
5. Канделария
6. Эскипулас
7. Ла-Гранха